# Discocelida
Discocelida es un grupo de protistas del filo Cercozoa del que se conoce un solo género, Discocelia. Presentan células pequeñas biflageladas, aplanadas dorsoventralmente, que se deslizan utilizando su flagelo posterior, mientras que el anterior, que utilizan para batir, es más corto. Previamente fueron clasificados por Cavalier-Smith en Apusozoa debido a un centrosoma de estructura similar.